# 19818 Shotwell
19818 Shotwell è un asteroide della fascia principale. Scoperto nel 2000, presenta un'orbita caratterizzata da un semiasse maggiore pari a 2,3632025 UA e da un'eccentricità di 0,1693063, inclinata di 8,78647° rispetto all'eclittica.